# Kim Seung-il (football)
Dans ce nom coréen, le nom de famille, Kim, précède le nom personnel.
Kim Seung-il (coréen : 김승일), né le 2 septembre 1945 en Corée japonaise, est un joueur de football international nord-coréen, qui évoluait au poste d'attaquant.
Il figure dans le film-documentaire Le Match de leur vie sorti en octobre 2002.

## Biographie

### Carrière en sélection
Avec l'équipe de Corée du Nord, il joue 4 matchs et inscrit 2 buts dans les compétitions organisées par la FIFA entre 1965 et 1966. 
Il figure dans le groupe des sélectionnés lors de la Coupe du monde de 1966. Lors du mondial organisé en Angleterre, il joue deux matchs : contre l'URSS et le Chili. 
Il inscrit deux buts lors des qualifications du mondial 1966, contre l'Australie.